# Astragalus kamelinii
Astragalus kamelinii es una especie de planta del género Astragalus, de la familia de las leguminosas, orden Fabales.

## Distribución
Astragalus kamelinii se distribuye por Uzbekistán.

## Taxonomía
Fue descrita científicamente por D. Podl. Fue publicada en Mitt. Bot. Staatssamml. München 25(1): 359 (1988).